# Arvid Zachrison

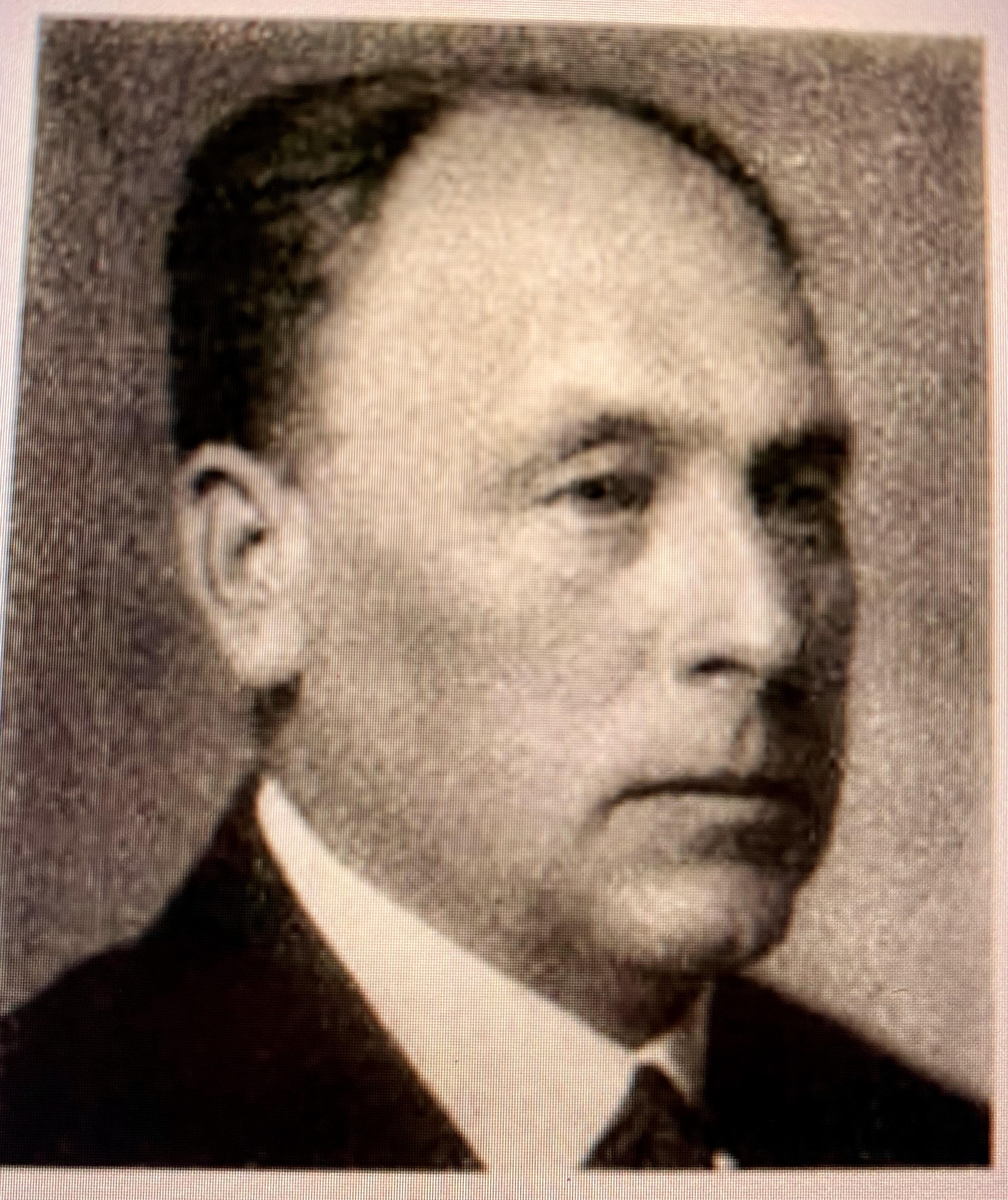
Arvid Zachrison 1936.

Knut Arvid Zachrison, född 14 juni 1881 i Virestads socken, död 28 september 1966 i Kabbarp (Framnäs), Åkarp, Burlövs församling, var en svensk jordbrukslärare.
Arvid Zachrison var son till lantbrukaren Jacob Zachrison och Maria Kristina Arvidsson. Han genomgick Grimslövs folkhögskola 1900–1901 och, efter studier och jordbrukspraktik, Alnarps lantbruksinstitut 1904–1906. Efter inspektorstjänst på Elleholms hovgård var han 1907–1917 lärare i jordbrukslära vid Hvilans lantmannaskola och 1917–1947 rektor där. Från 1920 drev han eget jordbruk på Framnäs i Åkarp. 
Zachrison intog länge en uppmärksammad ställning inom skånskt jordbruk. Han var redaktionssekreterare i Tidskrift för lantmän 1912–1917 och redaktör för Skånsk jordbrukstidskrift 1919–1937. 1920 tog han initiativet till Skånska jordbruksveckan. Som författare på lantbruksområdet var han mycket produktiv. I talrika tidskriftsartiklar och i fristående arbeten behandlade han frågor främst rörande gödsling, kalkning, jordbearbetning och växtodling såsom i Potatisodling (1918), Konstgödseln (1923), Kalkfrågan i praktiken (1928), handboken Gödsellära (1931), Rotfrukterna och deras odling (1933) och Jordens gödsling (1939, tillsammans med Olle Franck). Även historiskt innehåll hade Åkerbruksredskap och jordens bearbetning i Skåne (1914), Gödsling och jordförbättring i Skåne (1914) samt Nyodling, torrläggning och bevattning i Skåne (1922), alla avseende tiden 1800–1914. Från 1915 utgav Zachrison årligen Lantbrukskalender tillsammans med Ludvig Nanneson. Han var även starkt kommunalpolitiskt aktiv och från 1932 ordförande i Åkarps municipalnämnd.